# New Order (Organisation)
Der New Order (dt.: Neue Ordnung) ist eine religiöse neonazistische Vereinigung in den Vereinigten Staaten, die dem esoterischen Hitlerismus anhängt. Sie wurde ursprünglich 1959 von George Lincoln Rockwell unter dem Namen World Union of Free Enterprise National Socialists (kurz: WUFENS) gegründet und firmierte lange Zeit unter dem Namen American Nazi Party (dt. Amerikanische Nazipartei; kurz: ANP) als politische Partei. Zuletzt wurde sie von Martin Kerr angeführt.
Die Partei nahm unter Rockwells Führung in den 1960er Jahren mehrmals bei Kommunalwahlen teil, erlangte darüber hinaus aber nie größere Bedeutung und nahm auch nicht an nationalen Wahlen teil. Nach Rockwells Tod, der die Partei kurz zuvor in National Socialist White People’s Party (dt.: Nationalsozialistische Partei des Weißen Volks; kurz: NSWPP) umbenannt hatte, transformierte sein Nachfolger Matt Koehl die Partei zu einem klandestinen, vom nazistischen Mystizismus inspirierten religiösen Orden, was viele ehemalige Mitglieder dazu veranlasste, die Organisation zu verlassen.
Der Name „American Nazi Party“ wurde auch von einer Vielzahl anderer Kleinparteien benutzt, am erfolgreichsten von der in den 2000er Jahren gegründeten American Nazi Party von Rocky Suhayda.

## Geschichte

### Unter Rockwell
Die American Nazi Party wurde im März 1959 als World Union of Free Enterprise National Socialists (WUFENS), die sich vor allem für Rassentrennung und gegen Gemeineigentum und Allmende aussprach, gegründet. Im Dezember 1959 wurde sie in American Nazi Party umbenannt und der Hauptsitz nach Arlington County verlegt. Ideologisch orientierte sie sich größtenteils an der deutschen NSDAP. 1960 fand die Umbenennung in American Nazi Party statt.
Eine größere Medienaufmerksamkeit erhielt ihr Gründer und Commander (so die offizielle Bezeichnung nach seinem letzten militärischen Dienstgrad) George Lincoln Rockwell. Bekannt wurde Rockwell vor allem durch ein umfangreiches Interview von April 1966 mit dem Playboy-Magazin. Zu dieser Zeit hatte Rockwells Partei ungefähr 500 Anhänger. Er wurde auch von mehreren Universitäten und Schulen im Namen der Redefreiheit eingeladen, um Vorträge zu halten.
1962 vereinbarten die Vorsitzenden der ANP und der britischen Neonazi‐Organisation National Socialist Movement eine internationale Zusammenarbeit. Diese mündete in der Erklärung von Cotswold, bei der nationalsozialistische Organisationen aus der ganzen Welt die Weltunion der Nationalsozialisten gründeten.
1966 oder 1967 benannte Rockwell die Partei in National Socialist White People’s Party (NSWPP; dt. Nationalsozialistische Partei des Weißen Volkes) um, was unter anderem eine Anspielung auf die National Association for the Advancement of Colored People darstellte. Diese Entscheidung sollte zusammen mit einer verbalen und symbolischen Abrüstung dem Wachstum der Organisation zugutekommen, entfremdete aber einige Mitglieder.
1967 wurde Rockwell von John Patler, einem ehemaligen, wegen angeblicher marxistischer Ideen ausgeschlossenen Mitglied, erschossen, was die Partei ins Chaos stürzte.

### Unter Koehl
Der bisherige Vizevorsitzende der Partei und überzeugter Hitlerist, Matt Koehl übernahm anschließend die Führung der Partei. Er gründete zudem den „George Lincoln Rockwell Memorial Book Store“. Er führte Rockwells angefangene Reformen fort und konzentrierte sich mehr auf positive Betonung der Weißen Rasse als auf Angriffe auf andere gesellschaftliche Gruppen.
Koehl orientierte sich stark an den Ideen Savitri Devis und sah die Partei mehr als eine neue Religion denn als eine politische Partei. Er sah Adolf Hitler als gottgesandeten Märtyrer, der gesandt worden sei, um die Weiße Rasse, die durch Rassenmischung und fallende Geburtenraten bedroht sei, vor dem Untergang zu retten. Diese Vorstellungen führten dazu, dass Koehl die öffentlichen Demonstrationen der Partei immer weiter durch geheime Treffen ersetzte und 1979 schließlich die paramilitärischen „Stormtrooper“‐Einheiten abschaffte, eine Entscheidung, die innerhalb der Partei sehr kontrovers aufgenommen wurde. Auch die Weltunion der Nationalsozialisten, deren Anführer von Koehl selbst ernannt wurde, kritisierte die Entwicklung der NSWPP stark.
Die vielen kontroversen Entscheidungen des Vorsitzenden führten dazu, dass sich immer wieder Gruppierungen von der NSWPP abspalteten. So entstanden unter anderem die Nationalsozialistische Partei von Amerika und die National Alliance.
Im November 1979 kamen in Greensboro in North Carolina bei einem Überfall von Mitgliedern der NSWPP und des Ku-Klux-Klan auf eine Demonstration der Kommunistischen Arbeiterpartei fünf Demonstranten ums Leben. Sechs der an den Schießereien beteiligten Mitglieder der NSWPP und des Klans wurden später vor Gericht freigesprochen. 1985 wurden sie jedoch in einem Zivilprozess zusammen mit der Stadt Greensboro zu 350 000 $ Schadenersatz verurteilt.

### New Order
Am 1. Januar 1983 benannte Koehl die NSWPP in New Order um, was die Ausrichtung auf Okkultismus und Mystizismus verdeutlichte. Die Organisation ist seitdem fast nur noch im Geheimen aktiv.
Das letzte bekannte Treffen der Gruppe fand im Oktober 1983 in Arlington statt. Es musste aufgrund heftiger Gegendemonstrationen von der Polizei geschützt werden. Danach beschränkten sich die öffentlichen Aktivitäten der Gruppe auf das jährliche Hissen der Hakenkreuzflagge an Hitlers Geburtstag an ihrem Hauptquartier. An diesem Tag finden auch bis heute Geheimtreffen des New Orders statt.
Nach Koehls Tod im Oktober 2014 übernahm Martin Kerr die Leitung der Gruppe. Kerr zufolge hat der New Order seine rassistische Vergangenheit inzwischen abgelegt und konzentriert sich alleine auf die Förderung von Weißen, ohne dabei andere Rassen oder Ethnien abzuwerten.

## Bekannte Mitglieder
- David Duke, Politiker der Demokraten und Republikaner und Gründer der Knights of the Ku Klux Klan
- Frank Collin, Gründer der Nationalsozialistischen Partei von Amerika[5]
- Donald Black, Grand Wizard der Knights of the Ku Klux Klan und Gründer von Stormfront
- James Mason, Vordenker der Atomwaffen Division und rechtsextremer Autor[6]
- Joseph Tommasi, Gründer der Nationalsozialistischen Befreiungsfront[6]
- Kurt Saxon, Autor der Prepper-Bewegung
- William Luther Pierce, rechtsextremer Autor und Gründer der National Alliance[7]
- Rocky Suhayda, Gründer einer neuen American Nazi Party

## Neue Benutzung des Namens American Nazi Party
Heute existiert eine Partei gleichen Namens mit dem Sitz in Westland, Michigan, der Parteivorsitzende ist Rocky J. Suhayda. Aufsehen erregte die offizielle Registrierung von John Taylor Bowles als Lobbyist der ANP im April 2012.
Suhayda behauptet eine Kontinuität mit der Partei George Rockwells, obwohl keine rechtlichen oder finanziellen Verbindungen zwischen den Organisationen bestehen.